# William Lawson (Autor)
William Lawson (* 1553/54; † August 1635 in Ormesby) war ein englischer Geistlicher und Autor. Er entstammte vermutlich dem örtlichen niederen Adel. Er wurde 1580 in Durham ordiniert und war seit 1582 Pfarrer von Hutton Ruby und ab 1583 der Pfarrer von Ormesby (Redcar and Cleveland) bei Middlesbrough in Yorkshire. Über sein Leben ist wenig bekannt. Er war zweimal verheiratet und hatte zwei Söhne. Lawson vererbte alle seine lateinischen und englischen Bücher an seinen Sohn William.

## Werke
1618 veröffentlichte er zwei Bücher, die zuerst zusammen gedruckt wurden und zahlreiche Neuauflagen erlebten. Sie waren Baron Henry Belloses (Belasyse) aus Yorkshire gewidmet, der sich für den Obstbau interessierte. Lawson betont, dass sein Buch auf seiner eigenen Erfahrung beruht („my meer and sole experience, without respect to any former-written Treatise“).
Seine Anweisungen zum Pfropfen von Apfelbäumen, reichlich mit Holzschnitten illustriert, sind heute noch anwendbar, jene zum Schutz von Kirschbäumen vor Amseln und Drosseln (Einsatz von Sperbern) weniger.
Das Buch enthält den Idealplan eines rechteckigen Gartens („The forme that men like in generalle is a square“). Er besteht aus sechs großen rechteckigen Beeten, die über drei Terrassen verteilt sind und durch einen Weg in der Mitte gegliedert werden. Er liegt südlich eines Landsitzes und wird im Norden durch einen Wassergraben begrenzt. Auch zwischen dem Haus und dem Garten liegt ein Graben. An jeder Ecke des Gartens liegt ein Hügel, der Übersicht gewährt. Er konnte mit Pflaumen-, Kirsch- oder Zwetschgenbäumen bepflanzt werden.
Damit ergibt sich folgender Plan (vereinfacht):
| Brennerei            |                                                     | Haus          |                                                         | Brennerei            |
| Hügel                | Wassergraben                                        | Brücke        | Wassergraben                                            | Hügel                |
| Weg                  | Formschnitt-Garten                                  | Weg           | Baumgarten                                              | Weg                  |
| Treppen              | Weg                                                 | Springbrunnen | Weg                                                     | Treppen              |
| Weg                  | Bäume in schrägem Gittermuster mit 20 yards Abstand | Weg           | Knotengarten (runder Rahmen mit Davidsstern im Inneren) | Weg                  |
| Treppen              | Weg                                                 |               | Weg                                                     | Treppen              |
| Weg und Bienenstöcke | Potager                                             | Weg           | Küchengarten, Hochbeete                                 | Weg und Bienenstöcke |
| Hügel                |                                                     | Weg           |                                                         | Hügel                |
|                      |                                                     | Graben        |                                                         |                      |

Das Buch beginnt mit einem Kapitel über die Auswahl von Gärtnern, um dann Böden, Lage des Gartens, Größe des Gartens (Chapter iii, of the Quantitie), Form und Zäune zu behandeln. Danach gibt Lawson Hinweise zum eigentlichen Obstbau, wie der Auswahl der Unterlage, ihrer Pflanzung, dem Pfropfen selber, Baumschnitt, Düngung und Pflege (foyle) und Ungeziefer (annoyances). Dieses wird in interne, wie Pflanzenkrebs und Gallen, und externe, wie Würmer (wormes) und Wunden eingeteilt. Außerdem bedrohen Hirsche, Rinder, Pferde, Schafe, Ziegen, Hasen, Kaninchen, und Vögel wie Distelfinken, Drosseln, Krähen und Amseln die Bäume und ihre Früchte. Von Frost, Winden, Rauch, Unkraut, Würmern, Maulwürfen und Unrat geht weitere Gefahr aus, wie auch von bösen Nachbarn.
In seinen Anweisungen für die Gutsherrin verfügt Lawson, dass jedes Haus einen Küchengarten (kitchin garden) und einen Sommergarten mit Blumen haben solle. Auch im Küchengarten waren Blumen vorgesehen und umgekehrt. Bestimmte Pflanzen passten jedoch nicht mit Blumen zusammen: „your Garden flowers shall suffer some disgrace, if among them you intermingle Onions, Parsnips etc.“ Der Sommergarten hatte die Form eines Knotengartens, und Lawson bildet zahlreiche Pläne ab. Für Sitze werden Kamille, Hundsveilchen und Poleiminze empfohlen. Außerdem sollte die gute Hausfrau Bienen halten. Das Buch erreichte 10 Auflagen und war seit 1699 auch unter dem Titel A Way to Get Wealth bekannt.

## Publikationen
- New Orchard, and Garden or, the best way for grafting, planting and to make any ground, for a rich orchard particular in the North and generally in the whole kingdom of England etc. Roger Jackson 1618. (Faksimile Ausgabe: Rosetta E. Clarkson, Milford CT 1940).
- The Country Housewife’s Garden for herbs of common use; their vertues, seasons, profits, ornaments, varieties of knots for the best ordering of grounds and walks. As also the husbandry of bees, with their several uses and annoyances: all being the experience of forty eight years labour etc. 1618 (Faksimile der Ausgabe von 1656: Prospect Books, Totnes 2003).